# 雪枫街道 (镇平县)
雪枫街道，是中华人民共和国河南省南阳市镇平县下辖的一个乡镇级行政单位。

## 行政区划
雪枫街道下辖以下地区：
泰山路社区、西环路社区、南环路社区、五里河村、徐岗村、小西营村、榆盘村、南张庄村、牛王庙村、八里庙村、大奋庄村、徐桥村、泰山庙村、七里庄村和八里桥村。